# Верхняя Волманга
Верхняя Волманга — посёлок в составе Опаринского района Кировской области России. Образовывал в 2006 — 2011 годах Верхневолмангское сельское поселение, с 2011 года вошёл в состав Стрельского сельского поселения.

## История
Верхневолмангское сельское поселение образовано 1 января 2006 года согласно Закону Кировской области от 07.12.2004 № 284-ЗО, в его состав вошёл Верхневолмангский сельский округ.
5 июля 2011 года Законом Кировской области № 18-ЗО Верхневолмангское сельское поселение было упразднено, посёлок Верхняя Волманга включён в состав Стрельского сельского поселения.

## Население
| 2010 |
| ---- |
| 201  |